# Rhodelphis
Rodelphis — рід хижих одноклітинних еукаріот. Близький до червоних водоростей, але на основі молекулярно-генетичного аналізу виокремлений у власний відділ Rhodelphidia в межах клади архепластид (Archaeplastida). Відкрито 3 види станом на 2023 рік.

## Поширення
Наразі представники роду виявлені лише в Україні, В'єтнамі та Франції. Один вид знайдений в невеликому озері Трубин в Чернігівській області в басейні Десни, другий виявлений в морському піску на узбережжі в'єтнамського острова Кон-Дао, що знаходиться в Південно-Китайському морі.
Третій вид був описаний у 2023 році, Rhodelphis mylnikovi , виділений із прісноводного ставка поблизу Монтіньї-ле-Бретонне у Франції.

## Опис
Одноклітинний рослинний організм з двома джгутиками, який втратив здатність до фотосинтезу. Клітини овальні або конічні, 10-13 мкм, злегка сплюснуті з двома субапікальними гетеродинамічними джгутиками. Це хижак, що поїдає інших протистів. У задній частині клітина має псевдоподії, за допомогою яких поглинає бактерії та інших еукаріот. Хлоропластів виявити не вдалося навіть за допомогою електронної мікроскопії. Але на молекулярному рівні знайшлися кілька білків, які пов'язані з хлоропластами (наприклад, ферредоксин, що бере участь у фотосинтезі). Можливо в клітині є якийсь безбарвний, маленький і рудиментарний первинний хлоропласт. Мітохондрії мають трубчасті кристи, в той час як для рослин як правило характерні пластинчасті кристи.

## Види
- Rhodelphis limneticus Tikhonenkov, Gawryluk, Mylnikov & Keeling, 2019 0— Україна[2]
- Rhodelphis marinus Tikhonenkov, Gawryluk, Mylnikov & Keeling, 2019 — В'єтнам[2]
- Rhodelphis mylnikovi Prokina, Tikhonenkov, López-García & Moreira, 2023 - Франція